# Démosthenes Magalhães
Démosthenes Magalhães, mais conhecido como Démosthenes e na Itália como  Demostene Bertini (Rio de Janeiro, 17 de novembro de 1909 — Local e data da morte desconhecidos), Foi um futebolista brasileiro que atuou como volante.

## Carreira
Démosthenes em 1931 sucedeu no meio campo do Fluminense a Fernando Giudicelli, que se transferiu para FC Torino ma Itália, tendo sido um dos primeiros brasileiros a buscar uma carreira profissional na Europa.
Em uma visita ao Rio em 1932, Fernado Giudicelli convenceu Démosthenes a segui-lo para Turim. Naqueles dias, para jogar na Itália como profissional, era necessário ter origem do pais e, para fingir, Démosthenes adotou um nome italiano.
Nos dois anos seguintes, defendeu as cores do Torino em 30 jogos, e depois transferiu-se para a Sampdoria, de Genova, onde se tornou titular e jogou 28 vezes em um ano no clube. Em 1936 voltou no Brasil e jogou uma vez mais pelo Fluminense, num amistoso. No total, participou de 39 partidas da tricolor.